# Кармињанело (Прато)
Кармињанело је насеље у Италији у округу Прато, региону Тоскана.
Према процени из 2011. у насељу је живело 645 становника. Насеље се налази на надморској висини од 188 м.